# Yésica Toscanini
Yésica Toscanini (Junín, 26 marzo 1986) è una modella argentina.
È apparsa nella Sports Illustrated Swimsuit Issue negli anni 2006 e 2007, sulla copertina dell'edizione argentina di Cosmopolitan e due volte su quella della rivista Para Ti. Ha posato per il catalogo 2006 di Abercrombie & Fitch e recita un ruolo nel videoclip del singolo di Enrique Iglesias Do You Know? (The Ping Pong Song). Nel 2008 è stata scelta per essere il volto della collezione primavera/estate di Intimissimi.